# Naeviopsis epilobii
Naeviopsis epilobii är en svampart som först beskrevs av Petter Adolf Karsten, och fick sitt nu gällande namn av B. Hein 1976. Enligt Catalogue of Life ingår Naeviopsis epilobii i släktet Naeviopsis, ordningen disksvampar, klassen Leotiomycetes, divisionen sporsäcksvampar och riket svampar, men enligt Dyntaxa är tillhörigheten istället släktet Naeviopsis, familjen Dermateaceae, ordningen disksvampar, klassen Leotiomycetes, divisionen sporsäcksvampar och riket svampar. Arten är reproducerande i Sverige. Inga underarter finns listade i Catalogue of Life.